# Чо Юрі
Чо Юрі (кор. 조유리, англ. Jo Yu Ri, нар. 22 жовтня 2001, Пусан, Південна Корея) — південнокорейська співачка, колишня учасниця корейсько-японського дівочого гурту IZ*ONE. У 2017 взяла участь у шоу в Idol School, де в кінці посіла 15 місце, тож не змогла дебютувати у Fromis_9. У 2018 вона взяла участь у Produce 48, де посіла 3 місце та дебютувала у IZ*ONE. Після завершення контракту і розформування IZ*ONE, розпочала сольну кар'єру і у жовтні 2021 випустила сингл-альбом Glassy.

## Кар'єра

### 2017—2020: до дебюту та Iz*One
У липні 2017 Чо Юрі брала участь у реаліті-шоу Mnet Idol School, де дев'ять фіналісток мали сформувати гурт та дебютувати у Fromis 9. Вона посіла 15 місце і не потрапила до фінального складу гурту.
11 травня 2018 Юрі взяла участь у реаліті-шоу Produce 48, де посіла 3 місце. Як одна з дванадцяти фіналісток вона стала учасницею нового дівочого гурту Iz*One. 29 жовтня 2018 Чо Юрі дебютувала у складі Iz*One з альбомом Color*Iz. Гурт був розформований 29 квітня 2021, по завершенню контрактів учасниць.
22 вересня 2020 Чо Юрі випустила пісню «My Love», яка увійшла до саундтреку серіалу SBS Do You Like Brahms?.

### 2021–донині: сольна кар'єра
24 червня 2021 Юрі випустила пісню «Story of Us» для телесеріалу JTBC Monthly Magazine Home.
23 вересня вона спільно з Лі Сок Хуном випустила «Autumn Memories» (кор. 가을 상자). 24 вересня Wake One Entertainment анонсували, що Чо Юрі випустить свій перший сингл-альбом під назвою Glassy з однойменним головним синглом 7 жовтня.
11 квітня 2022 співачка доєдналася до акторського складу майбутнього веб-серіалу Playlist Studio Mimicus.
17 травня Wake One Entertainment оголосили, що Чо випустить свій перший мініальбом Op.22 Y-Waltz: in Major з головним синглом «Love Shhh!» 2 червня.
11 серпня Чо Юрі випустила промо-сингл «Maybe» для платформи Universe.
8 жовтня Wake One Entertainment анонсували другий сингл-альбом співачки Op.22 Y-Waltz: in Minor, який вийшов 24 жовтня.

## Дискографія

### Мініальбоми
| Назва                   | Деталі альбому                                                                        | Пікові позиції у чартах | Пікові позиції у чартах | Продажі                                         |
| Назва                   | Деталі альбому                                                                        | KOR                     | JPN                     | Продажі                                         |
| ----------------------- | ------------------------------------------------------------------------------------- | ----------------------- | ----------------------- | ----------------------------------------------- |
| Op.22 Y-Waltz: in Major | - Реліз: 2 червня 2022 - Лейбл: Wake One - Формат: CD, цифрове завантаження, стриминг | 5                       | 27                      | - Південна Корея: 92,679 - Японія: 3,139 (Phy.) |

### Сингл-альбоми
| Назва                   | Деталі альбому                                                                         | Пікові позиції у чартах | Продажі                  |
| Назва                   | Деталі альбому                                                                         | KOR                     | Продажі                  |
| ----------------------- | -------------------------------------------------------------------------------------- | ----------------------- | ------------------------ |
| Glassy                  | - Реліз: 7 жовтня 2021 - Лейбл: Wake One - Формат: CD, цифрове завантаження, стриминг  | 5                       | - Південна Корея: 89,168 |
| Op.22 Y-Waltz: in Minor | - Реліз: 24 жовтня 2022 - Лейбл: Wake One - Формат: CD, цифрове завантаження, стриминг | 6                       | - Південна Корея: 58,874 |

### Сингли
| Назва                                                                            | Рік                    | Пікові позиції у чартах | Пікові позиції у чартах | Альбом                  |
| Назва                                                                            | Рік                    | KOR Circle              | KOR Billboard           | Альбом                  |
| Як головний виконавець                                                           | Як головний виконавець | Як головний виконавець  | Як головний виконавець  | Як головний виконавець  |
| -------------------------------------------------------------------------------- | ---------------------- | ----------------------- | ----------------------- | ----------------------- |
| «Glassy»                                                                         | 2021                   | 137                     | 84                      | Glassy                  |
| «Love Shhh!» (кор. 러브 쉿!)                                                     | 2022                   | 97                      | 16                      | Op.22 Y-Waltz: in Major |
| «Loveable»                                                                       | 2022                   | —                       | —                       | Op.22 Y-Waltz: in Minor |
| Колаборації                                                                      |                        |                         |                         |                         |
| «Autumn Memories» (кор. 가을 상자) (з Лі Сок Хуном)                              | 2021                   | 193                     | —                       | Glassy                  |
| «—» релізи, що не потрапили у чарти або не були випущені у відповідних регіонах. |                        |                         |                         |                         |

### Саундтреки
| Назва                                                                            | Рік  | Пікові позиції у чарті | Альбом                             |
| Назва                                                                            | Рік  | KOR Circle             | Альбом                             |
| -------------------------------------------------------------------------------- | ---- | ---------------------- | ---------------------------------- |
| «My Love»                                                                        | 2020 | —                      | Do You Like Brahms? OST Part 7     |
| «Story of Us»                                                                    | 2021 | —                      | Monthly Magazine Home OST Part 2   |
| «Can You Feel My Heart» (кор. 내 마음을 느끼나요)                                | 2022 | —                      | The Law Cafe OST Part 2            |
| «Run (Female Ver.)»                                                              | 2022 | —                      | The Fabulous OST Part 2            |
| «Drink It, Girls!» (кор. 적셔!)                                                  | 2023 | —                      | Work Later, Drink Now 2 OST Part 5 |
| «DOWN (Juicy Juicy)»                                                             | 2023 | —                      | «See You in My 19th Life OST»      |
| «—» релізи, що не потрапили у чарти або не були випущені у відповідних регіонах. |      |                        |                                    |

### Авторство в написанні пісень
Інформація адаптована з бази даних Korea Music Copyright Association, якщо не зазначено інше.
| Назва      | Рік  | Виконавець | Альбом                  | Композитор | Автор тексту | Аранжування |
| ---------- | ---- | ---------- | ----------------------- | ---------- | ------------ | ----------- |
| «Someday»  | 2020 | Iz*One     | Bloom*Iz                | Так        | Так          | Ні          |
| «With*One» | 2020 | Iz*One     | Oneiric Diary           | Ні         | Так          | Ні          |
| «Opening»  | 2022 | Чо Юрі     | Op.22 Y-Waltz: in Major | Так        | Так          | Ні          |

## Фільмографія

### Веб-серіали
| Рік  | Назва                 | Роль    | Нотатки                   | Прим.  |
| ---- | --------------------- | ------- | ------------------------- | ------ |
| 2022 | Mimicus               | О Ро Сі | Головна роль              | [ 10 ] |
| 2022 | Work Later, Drink Now | Сіин    | 2 сезон, спеціальна поява | [ 33 ] |

### Телешоу
| Рік  | Назва            | Роль     | Нотатки         | Прим.  |
| ---- | ---------------- | -------- | --------------- | ------ |
| 2017 | Idol School      | Учасниця | Посіла 15 місце | [ 34 ] |
| 2018 | Produce 48       | Учасниця | Посіла 3 місце  | [ 35 ] |
| 2022 | As Each Instinct | Ведуча   | з Лі Де Хві     | [ 36 ] |

### Веб-шоу
| Рік       | Назва                               | Роль   | Нотатки    | Прим.  |
| --------- | ----------------------------------- | ------ | ---------- | ------ |
| 2021-2022 | Adola Travel Agency: Cheat-ing Trip | Ведуча | 1–2 сезони | [ 37 ] |

## Нагороди і номінації
| Нагорода                       | Рік  | Категорія                           | Номінант / Робота | Результат | Прим.  |
| ------------------------------ | ---- | ----------------------------------- | ----------------- | --------- | ------ |
| Asia Artist Awards             | 2021 | Female Solo Singer Popularity Award | Jo Yu-ri          | Номінація | [ 38 ] |
| Asian Pop Music Awards         | 2021 | Best New Artist (Overseas)          | Glassy            | Номінація | [ 39 ] |
| Golden Disc Awards             | 2022 | Rookie of the Year Award            | Чо Юрі            | Номінація | [ 40 ] |
| Golden Disc Awards             | 2022 | Seezn Most Popular Artist Award     | Чо Юрі            | Номінація | [ 41 ] |
| Korea First Brand Awards       | 2023 | Actress-Idol to Lead 2023           | Чо Юрі            | Перемога  | [ 42 ] |
| MAMA Awards                    | 2021 | Artist of the Year                  | Чо Юрі            | Номінація | [ 43 ] |
| MAMA Awards                    | 2021 | Best New Female Artist              | Чо Юрі            | Номінація | [ 43 ] |
| MAMA Awards                    | 2022 | Worldwide Fans' Choice Top 10       | Чо Юрі            | Номінація | [ 44 ] |
| Mnet Japan Fan's Choice Awards | 2022 | Hot Icon                            | Чо Юрі            | Перемога  | [ 45 ] |
| Seoul Music Awards             | 2022 | K-wave Popularity Award             | Чо Юрі            | Номінація | [ 46 ] |
| Seoul Music Awards             | 2022 | Popularity Award                    | Чо Юрі            | Номінація | [ 46 ] |
| Seoul Music Awards             | 2022 | Rookie of the Year                  | Чо Юрі            | Номінація | [ 46 ] |

## Нотатки
1. ↑  Включає чарти Billboard K-pop Hot 100 (недіючий у 2022) та South Korea Songs (частина Billboard's Hits of the World (на 2022 діючий)).
2. ↑  Пісня «Loveable» не потрапила у Circle Digital Chart, але посіла 18 місце у Download Chart[23].
3. ↑  Пісня «My Love» не потрапила у Gaon Digital Chart, але посіла 29 та 36 місця у чартах Download Chart та BGM Chart відповідно[24][25].
4. ↑  Пісня «Story of Us» не потрапила у Gaon Digital Chart, але посіла 62 та 151 місця у чартах Download Chart  BGM Chart відповідно[26][27].
5. ↑  Пісня «Can You Feel My Heart» не потрапила у Circle Digital Chart, але посіла 8 та 43 місця у чартах BGM Chart та Download Chart відповідно[28][29].
6. ↑  Пісня «Drink It, Girls!» не потрапила у Circle Digital Chart, але посіла 85 місце у Download Chart[30].
7. ↑  Пісня «Drink It, Girls!» не потрапила у Цифровий чарт Circle, але посіла 45 місце у Чарті завантажень музики[31].
8. ↑  Пісня увійшла як до синглу під назвою «See You in My 19th Life (Original Television Soundtrack), Part 2», так і до повного альбому під назвою «See You in My 19th Life (Original Television Soundtrack)».